# Tour Pilsticker
La tour Pilsticker (en estonien : Pilsticker torn) est une tour des remparts de Tallinn en Estonie.

## Description
La tour Pilsticker (« affûteur de flèches » en bas allemand) est une petite échauguette construite au XVe siècle dans le coin nord-ouest du petit château de Toompea (et) pour garder un œil sur l'ennemi approchant par l'ouest et le nord. La nouvelle ligne du mur extérieur du château de l'ordre venait d'être achevée, là où elle s'étend encore aujourd'hui, juste au bord de la haute falaise calcaire. Un fossé large et profond fut creusé au pied de la falaise pour tenir l'ennemi à distance. 
La tour a été achevée à la fin du XIVe ou au début du XVe siècle. La tour de trois étages comportait des meurtrières pour les armes à feu. Pendant la guerre de Livonie, les tours Pilsticker et Landskrone de la forteresse de Toompea furent les plus endommagées. La partie couronnante de la tour Pilsticker a été construite au XXe siècle lors des travaux de rénovation.
Dans les années 1960, un escalier menant du pied du mur à la plate-forme panoramique de Toompea a été construit. 
Actuellement, la tour abrite les locaux auxiliaires du bureau de l'assemblée nationale.

## Galerie

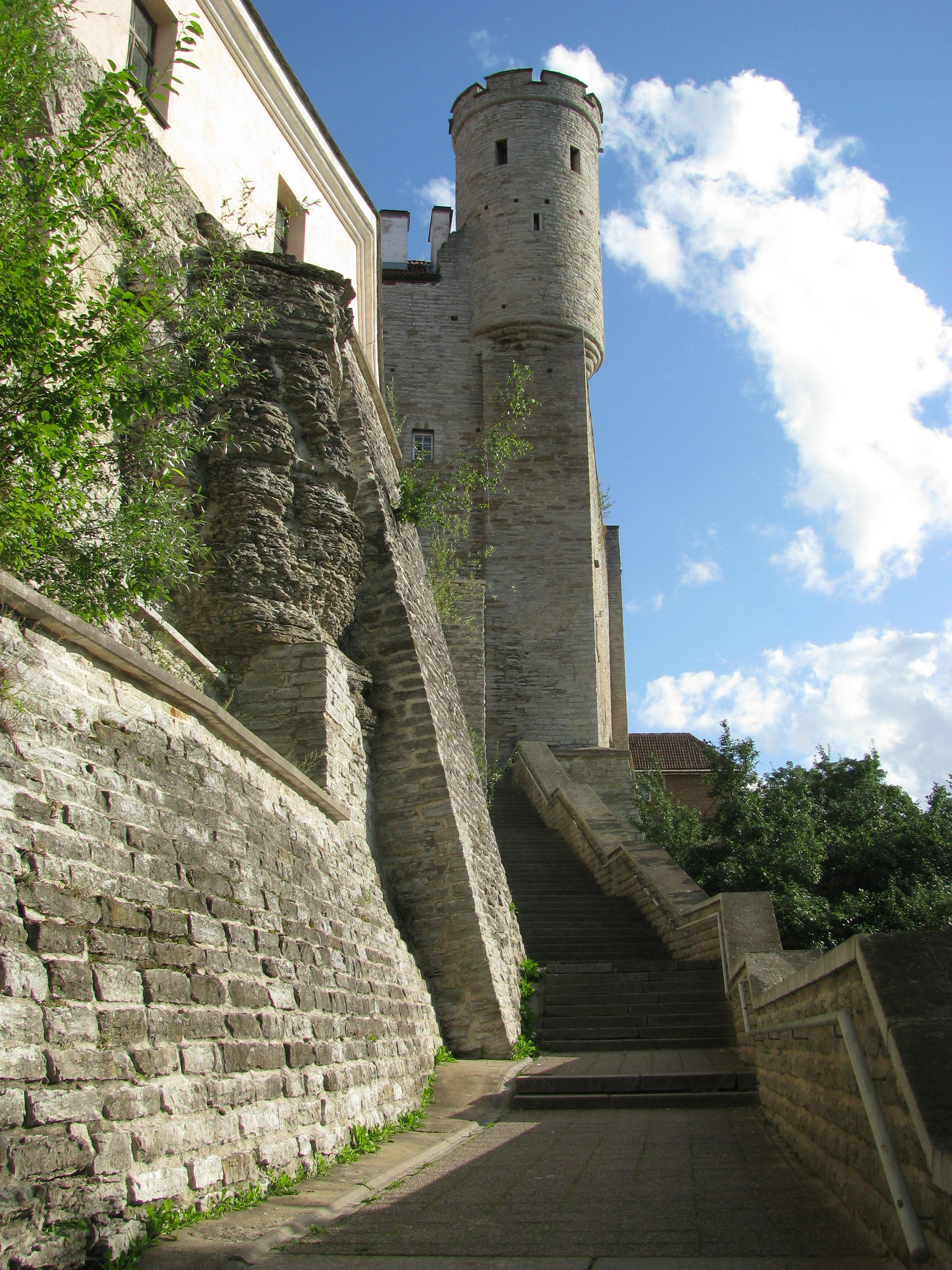
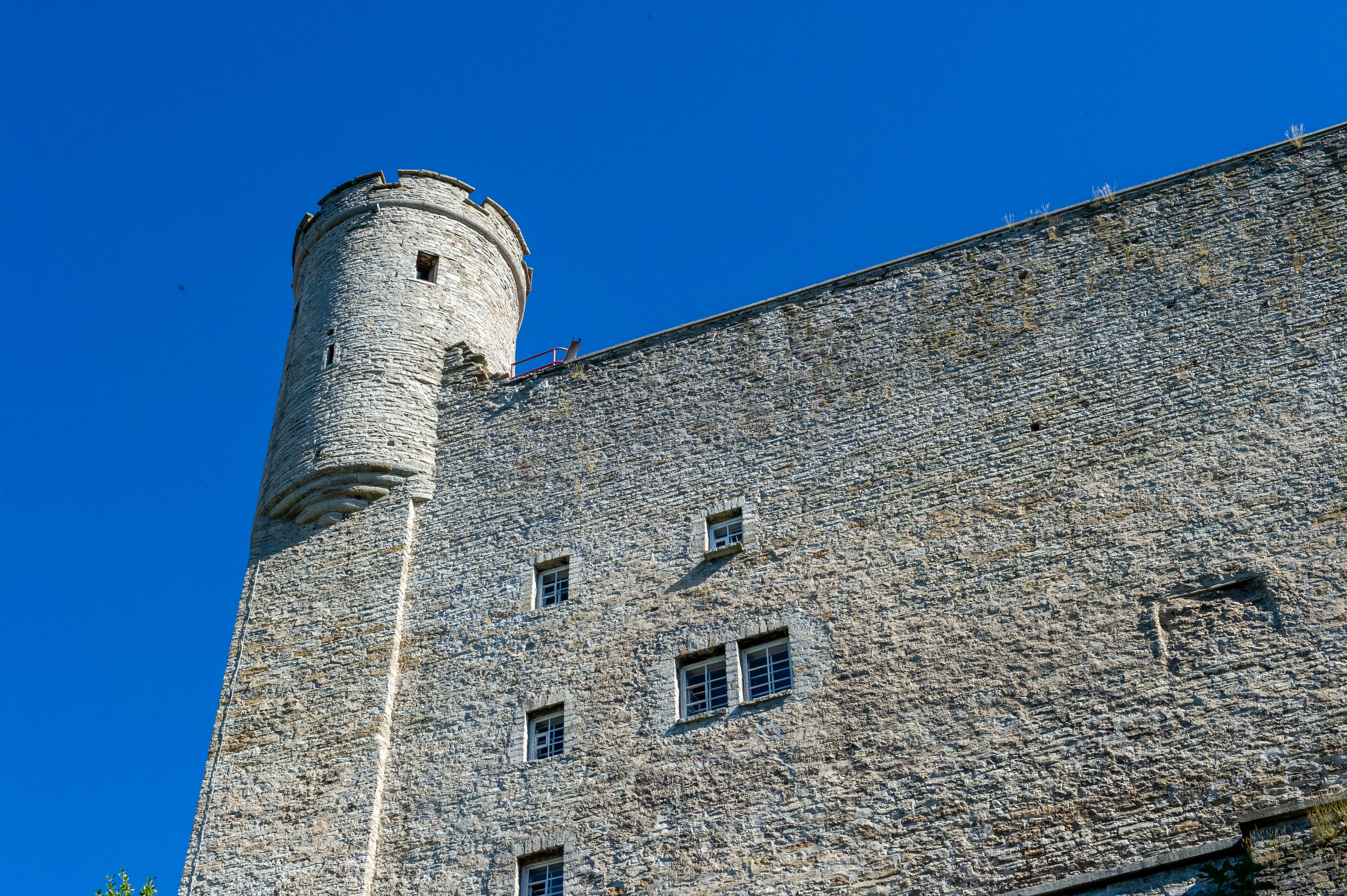
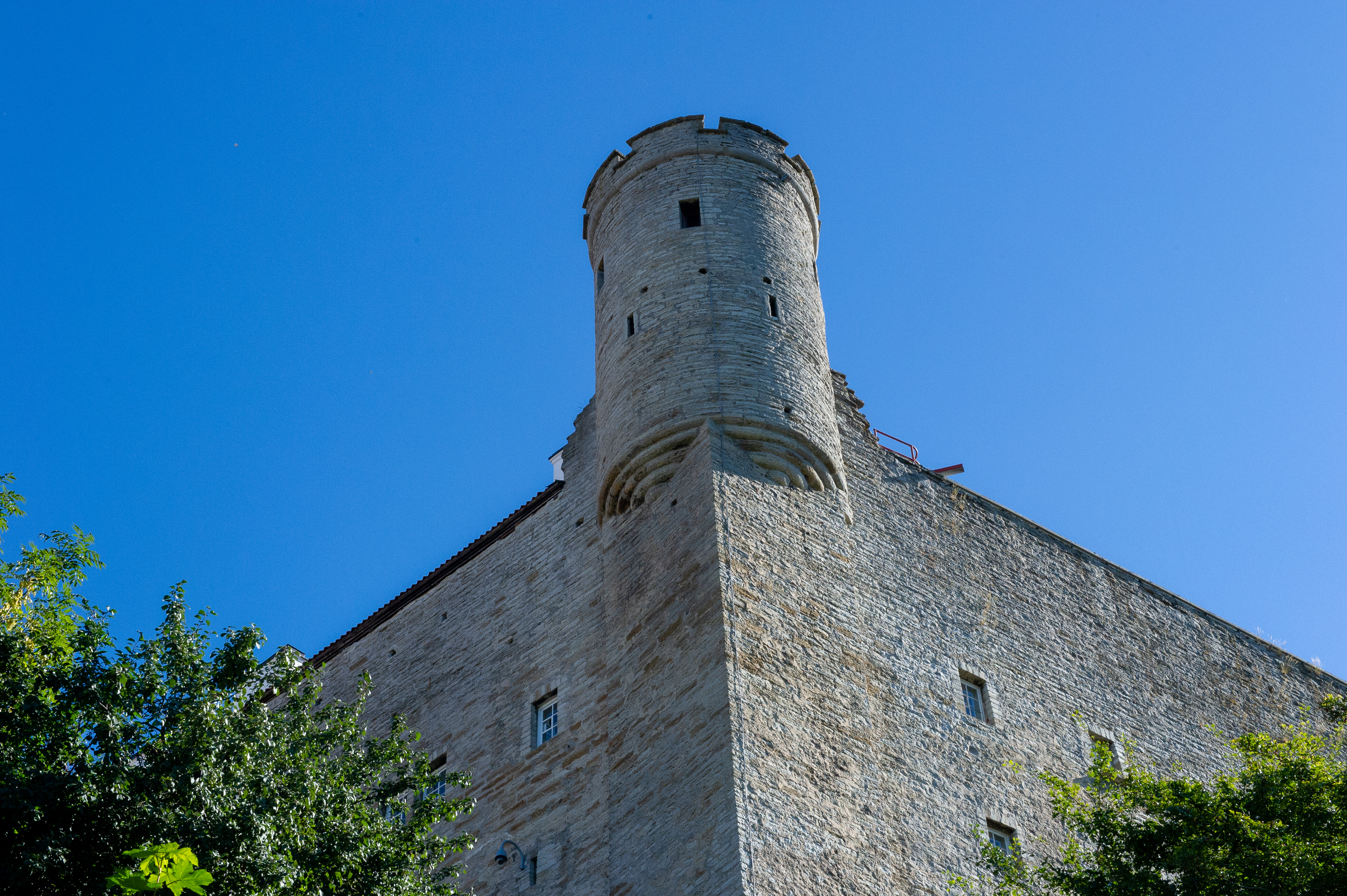
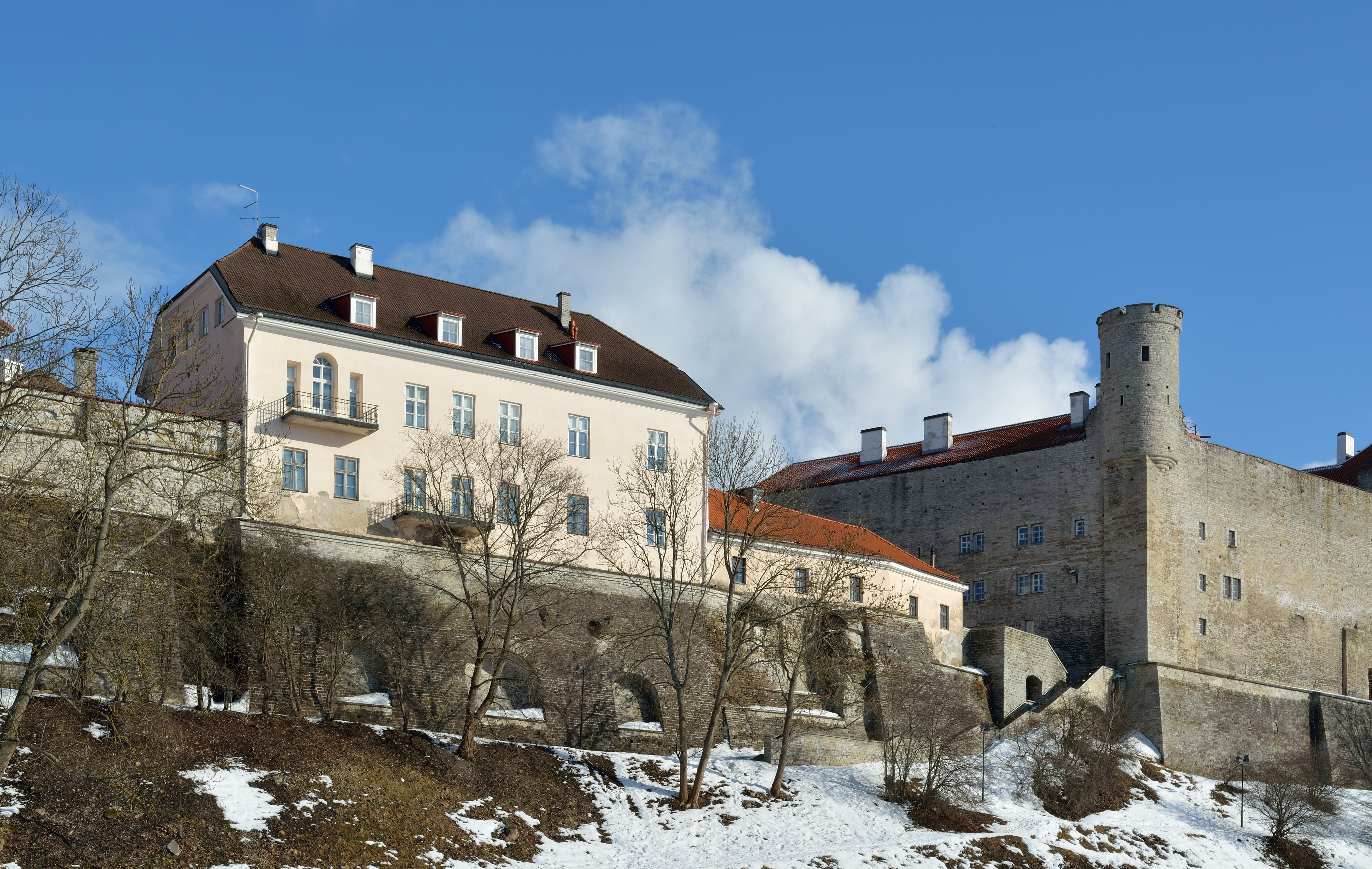